# Salıpazarı

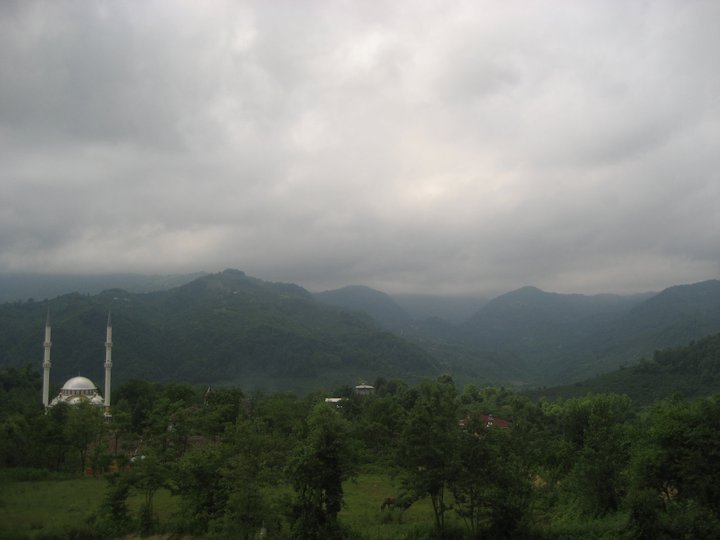
Alanköy

Salıpazarı ist eine Stadtgemeinde (Belediye) im gleichnamigen Ilçe (Landkreis) der Provinz Samsun an der türkischen Schwarzmeerküste und gleichzeitig eine Gemeinde der 1993 geschaffenen Büyüksehir belediyesi Samsun (Großstadtgemeinde/Metropolprovinz) in der Türkei. Seit der Gebietsreform 2013 ist die Gemeinde flächen- und einwohnermäßig identisch mit dem Landkreis. Salıpazarı liegt am Fuße des Pontischen Gebirges 20 km südwestlich von Terme und 20 km südöstlich von Çarşamba. Die Provinzhauptstadt Samsun liegt 60 km westnordwestlich von Salıpazarı. Durch die Stadt fließt der Fluss Terme Çayı.
Der Landkreis wurde 1987 aus 14 Dörfern des Kreises Çarşamba, der Belediye Salıpazarı sowie 17 Dörfern des Kreises Terme auf Grundlage des Gesetzes Nr. 3392 gebildet.
(Bis) Ende 2012 bestand der Landkreis aus der Kreisstadt sowie 33 Dörfern (Köy), die während der Verwaltungsreform 2013 in Mahalle (Stadtviertel, Ortsteile) überführt wurden, die elf existierenden Mahalle der Kreisstadt blieben erhalten. Durch Herabstufung der Dörfer zu Stadtvierteln/Ortsteilen stieg deren Zahl auf 44 an. Den Mahalle steht ein Muhtar als oberster Beamter vor.
Ende 2020 lebten durchschnittlich 448 Menschen in jedem dieser 44 Mahalle, 1.461 Einw. im bevölkerungsreichsten (Orta Mah.).